# デジタル・フォトエキスプレス
デジタル・フォトエキスプレス（Digital Photo Express）は東京ディズニーランド (TDL)や東京ディズニーシー (TDS)で行っているデジタル写真のプリントサービス。
かつては、写真フィルムの現像、同時プリントも受け付けていたが、2012年9月30日をもって写真フィルムの取り扱いは終了した。

## 概要
デジタル・フォトエキスプレスの受付をしている店舗（下記参照）で申し込むことができ、デジタルカメラ（取り外し可能な記録メディアを持つ携帯電話、スマートフォンを含む）の記録メディアからでは約90分で仕上がりとなる。
セルフサービスとなっており、自分で、タッチスクリーンに表示された内容に沿って進んでいき、プリントしたい写真とその枚数を選び撮影データの複写を行う。時間以降に引換証の提示で写真の購入が行える。
写真の受け取り方法は当日、翌日、宅配の3種類があり、申し込み時に指定する。当日の受け取りを指定した場合はプリントを受け付けたパークでの受け取りのみとなるが、翌日の受け取りを指定した場合、プリントを受け付けたパークと異なるパークおよびパーク外での受け取りも可能になる。例えば、TDLでプリント依頼し、翌日にTDSで受け取りと支払いを行える。宅配の場合は送料と代金引換手数料が別途加算される。
サービスの料金は以下のとおり（2021年5月時点）。
- Lサイズ：55円/1枚
- スクエアサイズ：200円/枚
- 2Lサイズ：200円/1枚
- A4サイズ：1,100円/1枚

また、プリントする写真にTDSおよびTDL、東京ディズニーリゾート、ディズニーホテルのオリジナルフレームをつけることができる。時期や季節によって絵柄は随時変更されるが、基本的にTDL、TDS共に通常柄1パターン、イベント柄1〜2パターン、リゾート柄1パターン、各ディズニーホテル柄1パターンずつとなっている。
かつては、TDLで撮った写真はTDLの柄、TDSで撮った写真はTDSの柄しか入れることができず、両パーク外の東京ディズニーリゾート内（イクスピアリ、ディズニーリゾートライン、ディズニーアンバサダーホテル、オフィシャルホテル等）で撮った写真はリゾート柄となっていたが、現在ではプリント申込み時に選択できる。選択できる柄は1回のプリント申込みに対し1種類のみである。
なお、現存するすべての記録メディアに対応しているわけではなく、写真データもRAW画像は取り扱い対象外であり、JPEGであってもトリミングやリサイズ、画像編集を加えたJPEGデータは取り扱い対象外になることもある。

### デジタル・フォトエキスプレス取り扱い店
以下の店舗にデジタル・フォトエキスプレス受付の機械が設置されている。
| TDL ワールドバザール - カメラセンター ウエスタンランド - トレーディングポスト アドベンチャーランド - アドベンチャーランド・バザール トゥモローランド - トレジャーコメット 以前は取り扱い店だった店舗 - サファリ・トレーディング・カンパニー（アドベンチャーランド） - ファンタジーギフト（ファンタジーランド） | TDS メディテレーニアンハーバー - フォトグラフィカ アメリカンウォーターフロント - スチームボート・ミッキーズ ロストリバーデルタ - エクスペディション・フォトアーカイヴ 以前は取り扱い店だった店舗 - キス・デ・ガール・ファッション（マーメイドラグーン） |

## 写真フィルムの取り扱い
2012年9月30日に写真フィルムの取り扱いは終了しているが、実施していた時期は以下のような状況であった。
仕上がりまでの時間
約3時間
依頼方法
キャストに現像したい写真フィルムを渡し、引換券をもらう。
料金
- 現像料：27枚撮り以下の写真フィルムは420円、36枚以上の写真フィルムは472円
- プリント料：52〜105円/1枚 （現像料は別途必要）

### 取り扱い店

#### 〜2007年6月30日
いずれも写真フィルムの受付のみで、プリントの受け取りは、TDLはカメラセンター、TDSはフォトグラフィカで行う。
| TDL ワールドバザール - カメラセンター - ホームストア アドベンチャーランド - ゴールデンガリオン - サファリ・トレーディング・カンパニー ウエスタンランド - ウエスタンウエア トゥーンタウン - ギャグファクトリー／ファイブ・アンド・ダイム トゥモローランド - イメージワークス | TDS メディテレーニアンハーバー - フォトグラフィカ - エンポーリオ - イル・ポスティーノ・ステーショナリー - ロミオ・ウォッチ＆ジュエリー アメリカンウォーターフロント - マグダックス・デパートメントストア ポートディスカバリー - ディスカバリーギフト ロストリバーデルタ - ロストリバーアウトフィッター アラビアンコースト - アグラバーマーケットプレイス ミステリアスアイランド - ノーチラスギフト マーメイドラグーン - マーメイドトレジャー |

#### 2007年7月1日〜2012年9月30日
| TDL - カメラセンター | TDS - フォトグラフィカ |

## 関連ページ
東京ディズニーランドのショップの一覧
東京ディズニーシーのショップの一覧